# Roy Dwight
Royston Dwight (Dartford, 9 gennaio 1933 – 9 aprile 2002) è stato un allenatore di calcio e calciatore inglese, di ruolo attaccante.

## Biografia
Dwight era il cugino del cantautore, compositore e musicista britannico Elton John, il cui nome reale è Reginald Dwight.
Dopo aver allenato vari club dilettantistici diviene giornalista sportivo.

## Carriera

### Club
Dwight si forma nell'Erith & Belvedere e poi nel Fulham, con cui dal 1954 al 1958 gioca quattro stagioni nella serie cadetta inglese.
Nell'estate 1958 è notato dall'allenatore del Nottingham Forest Billy Walker, che lo ingaggia per il suo club per £10.000. Esordisce con i Forest nella sconfitta per 5-1 contro il Wolverhampton, segnando l'unica rete per i suoi. In First Division 1958-1959 ottiene con i suoi il tredicesimo posto in campionato, mentre vince la FA Cup 1958-1959, ove segna anche una rete nella finale vinta per 2-1 contro il Luton Town ed in cui si rompe anche una gamba. A causa dell'infortunio rimane fuori dai campi per 10 mesi e per cercare di recuperare la forma fisica si trasferisce nel 1960 ai dilettanti del Gravesend & Northfleet.
Nel 1961 ritorna al calcio professionistico voluto Jimmy Hill, suo ex compagno di squadra al Fulham, allenatore del Coventry City, nella terza serie inglese.
Nella stagione 1963-1964 passa al Millwall, con cui retrocede in quarta serie al termine del campionato. La stagione seguente ottiene però la promozione in terza serie grazie al secondo posto conquistato.

### Allenatore
Ha la prima esperienza da allenatore all'Erith & Belvedere.
Segue poi Len Julians, suo ex-compagno di squadra al Nottingham Forest, come assistente allenatore presso gli statunitensi del Detroit Cougars, rimanendovi sinché Julians non si dimette in contrasto con la dirigenza dei Cougars.
Nel gennaio 1969 torna ad allenare il Erith & Belvedere, rimanendovi sino al novembre 1971 dopo essere entrato in conflitto con la società.
Successivamente dal 1971 al 1976 il Tooting & Mitcham Utd e poi il Dartford.

## Palmarès
- Coppa d'Inghilterra: 1

Nottingham Forest: 1958-1959